# Maktoum Investimentos
A Maktoum Stock Exchange Group é uma empresa de investimentos focada nas áreas de petróleo, ouro e fosfato, com 28 bilhões de dólares em capital sob gestão. A empresa investe principalmente em negócios no continente asiático e promove lucros de altos valores. A Maktoum Group concentra-se em empresas de alto porte, fornecendo capital para aquisições e investimentos de crescimento em uma variedade de oportunidades, incluindo recapitalizações, divisões e transações privadas. A empresa possui escritórios no Dubai, (sede), Atlanta, Geórgia (inaugurada em 2017) e Londres (inaugurada em 2016). Foi fundada por Mohammed bin Rashid Al Maktoum  em 2013 e  é conhecida por séries de requisitos para poder participar da empresa.
A Maktoum Group é uma empresa que proporciona altos lucros financeiros, conta com uma parceria entre a empresa de capital de risco Kohlberg Kravis Roberts, uma das maiores e mais antigas empresas de aquisições alavancadas. Garante em alguns casos a possibilidade de lucros garantidos sem possibilidade de percas.
A empresa está atualmente investindo com seu quinto fundo de aquisição (Maktoum Group Capital V), um fundo de 13,5 bilhões de dólares arrecadado em 2014 e seu terceiro fundo de ações minoritário (Maktoum Capital Partners III), um fundo de 685 milhões de dólares levantado em 2019.
Maktoum Groupe é conhecida por analisar perfis de cliente investidores e consegue entrar nessa comunidade quem for convidado. A empesa desempenha seu grande sucesso e possuí clientes de renomes entre eles; Warren Buffett, Nassim Nicholas Taleb e Kenneth Fisher , com seus sucessos e investimentos estimasse que o setor financeiros tenha começado com aproximadamente 6 milhões de dólares.